# کریم زارع
کریم زارع (۱۳۲۹ شیراز) استاد تمام دانشگاه شهید بهشتی و دانشگاه آزاد اسلامی است. که در دوره چهارم مجلس شورای اسلامی نمایندگی شیراز در حوزه انتخابیه استان فارس را برعهده داشته‌است.
زارع قبلاً ریاست دانشگاه تربیت معلم (تهران-کرج-اراک-کاشان-یزد-زاهدان و …) و نخستین رئیس واحد در میان واحدهای دانشگاه آزاد اسلامی (واحد تبریز) بوده‌است. وی از سال ۱۳۹۱ با حکم دکتر فرهاد دانشجو تا شهریورماه سال ۱۳۹۶، به مدت ۵ سال، رئیس باشگاه پژوهشگران جوان و نخبگان بود. بعد از او با حکم دکتر فرهاد رهبر که رئیس وقت دانشگاه آزاد اسلامی بود، دکتر حبیب الله آراسته راد، به سمت رئیس باشگاه پژوهشگران جوان و نخبگان دانشگاه آزاد اسلامی منصوب شد. لازم به توضیح است که باشگاه پژوهشگران جوان و نخبگان دانشگاه آزاد اسلامی، که به صورت هیات امنایی اداره می شود و به نوعی از آن به عنوان دانشگاه آزاد اسلامی در مقیاس کوچک، یاد می شود؛ در سال ۱۳۷۷ با پیشنهاد دکتر سید محمدرضا هاشمی گلپایگانی، تاسیس شد. در نگارش اساس نامه این باشگاه، دو چهره به نام های دکتر محمود ملاباشی و دکتر محمد حسین سرورالدین که در نگارش اساس نامه دانشگاه آزاد اسلامی سهمی کلیدی داشتند، ایفای نقش کردند.

## تحصیلات
کریم زارع در سال ۱۳۵۷ دکترای دولتی شیمی‌فیزیک را از دانشگاه لویی پاستور فرانسه اخذ نمود. وی پیش از آن، در سال ۱۳۵۴ کارشناسی ارشد خود را در رشتهٔ الکتروشیمی از همان دانشگاه کسب کرد. او کارشناسی شیمی محض را از دانشگاه تبریز در سال ۱۳۵۳ اخذ نمود. قابل ذکر است که کریم زارع در سال‌های ۱۳۷۰ و ۱۳۷۷ دو دوره پسادکتری (فوق دکتری) خود را نیز در دانشگاه لویی پاستور طی نمود.
دانشگاه استراسبورگ در رشتهٔ شیمی براساس اطلاعات نظام رتبه‌بندی شانگهای در رتبه ۱۶ و براساس نظام رتبه‌بندی QS در رتبه ۳۱ قرار دارد.

## مقالات
براساس آمار سایت اسکاپوس ۱۹۶ مقاله بین‌المللی وی در این پایگاه ثبت شده‌است و نیز شاخص h مقالات ایشان برابر ۲۶است. همچنین به مقالات کریم زارع ۸۷۹استناد داده شده‌است. همچنین براساس اطلاعات گوگل اسکلا۴۹۲مقالهٔ وی در این نظام آمار علمی ثبت شده که شاخص h مقالات ایشان برابر۳۳و i10indexبرابر۱۱۰ و مجموع استنادات مقالات ۴۰۲۷است.
طبق اعلام رسمی سایت اشپرینگر در سال ۲۰۱۳ میلادی مقالهٔ کریم زارع به همراه سایر نویسندگان در سال ۲۰۱۳ بیشترین بازدید را داشته که از نظر تاریخی دومین مقاله پر بازدید در طول تاریخ اشپرینگر است.

## اهم سوابق اجرایی
- نماینده دوره چهارم مجلس
- رئیس کمیسیون علوم، تحقیقات و فن آوری نمایندگان ادوار و عضو هیئت رئیسه کانون نمایندگان
- نائب رئیس گروه دوستی ایران و فرانسه و عضو هیئت رئیسه گروه‌های دوستی ایران و چین
- سردبیر مجله ISI نانوساختار

## فعالیت
۱ عضو کمیته مرکزی گزینش اخلاقی استادان شورای عالی انقلاب فرهنگی
۲ عضو هیئت مرکزی گزینش استادان وزارت فرهنگ و آموزش عالی
۳ عضو شورای مرکزی جهاد دانشگاهی
۴ فعالیت در دوره چهارم مجلس شورای اسلامی در سمت نماینده مردم شیراز
۵ عضویت در هیئت امناء دانشگاه آزاد اسلامی
۶ به عنوان عضو شورای پژوهش‌های علمی کشور
۷ عضویت شورای گسترش آموزش عالی وزارت فرهنگ و آموزش عالی
۸ حکم ریاست دانشگاه تربیت معلم
۹ عضویت کمیته گسترش علوم پایه دانشگاه آزاد اسلامی
۱۰ عضویت کمیته گزینش استاد دانشگاه آزاد اسلامی
۱۱ ریاست برگزاری جشن نمادین ازدواج دانشجوئی تهران
۱۲ ریاست اولین واحد دانشگاه آزاد اسلامی (واحد تبریز)
۱۳ سمت معاونت دانشجوئی دانشگاه آزاد اسلامی
۱۴
معاونت آموزشی دانشگاه آزاد اسلامی
۱۵
(حق امضاء) جهت مکاتبات مربوط به امور آموزشی و دانشجوئی در دفتر مرکزی
۱۶
عضو کمیته فرهنگی – سیاسی ستاد گسترش و تعمیق اسلام در دانشگاه آزاد اسلامی
۱۷
ریاست دانشگاه آزاد اسلامی واحد تهران مرکزی
۱۸
رئیس هیئت اجرایی جشن نمادین ازدواج دانشجویی دانشگاه آزاد اسلامی در سال ۸۰
۱۹
رئیس هیئت اجرایی جشن نمادین ازدواج دانشجویی دانشگاه آزاد اسلامی در سال ۸۱
۲۰
معاون پژوهشی دانشگاه آزاد اسلامی
۲۱
نائب رئیس کمیسیون بررسی و تأیید نشریات علمی دانشگاه آزاد اسلامی
۲۲
مشاوره و رئیس برنامه‌ریزی در امور بین‌الملل
۲۳
عضویت در شورای مرکزی بورس دانشگاه آزاد اسلامی
۲۴
عضویت هیئت ممیزه غیر پزشکی دانشگاه آزاد اسلامی
۲۵
عضویت در کمیته بهره‌برداری از دستگاه‌ها و تجهیزات آنالیز مواد مستقر در سازمان پژوهشی و آموزشی دانشگاهی
۲۶
مدیر گروه شیمی دانشکده علوم دانشگاه شهید بهشتی
۲۷
عضویت کمیته تخصصی علوم پایه هیئت ممیزه دانشگاه شهید بهشتی
۲۸
رئیس اولین کنگره بین‌المللی شیمی و مهندسی شیمی ایران
۲۹
مدیریت مرکز علمی دوره‌های شبانه دانشگاه تبریز
۳۰
مسئول گروه در هسته آموزشی شیمی
۳۱
سرپرست آزمایشگاه شیمی فیزیک
۳۲
رئیس امتحانات گروه آموزش دانشکده علوم دانشگاه آذرابادگان
۳۳
دریافت درجه در مرکز کمیسیون نشریات علمی کشور
۳۴
دریافت درجه علمی – پژوهشی برای مجله علوم پایه در مرکز کمیسیون نشریات علمی کشور
۳۵
ریاست اولین سمینار تخصصی شیمی آلی ایران
۳۶
عضو هیئت بررسی پیشنهادها مربوط به ارتقا گروه
۳۷
مسئول بانک اطلاعات و آمار
۳۸
بازرس کاروان سازمان حج و زیارت
۳۹
عضو شورای آموزشی دانشکده علوم دانشگاه شهید بهشتی
۴۰
عضو کمیته گزینش اخلاقی در دانشگاه تربیت معلم
۴۱
معاونت پارلمانی دانشگاه آزاد
۴۲ رئیس شورای هدایت دانشگاه
۴۳ رئیس مناطق ۱و۲و۷ دانشگاه
۴۴ معاونت بین‌الملل دانشگاه آزاد اسلامی
۴۵ ریاست مرکز تحقیقات شهید بهشتی
۴۶ ریاست مرکز علمی دانشگاه تبریز
۴۷ رئیس مجمع متخصصین ایران و عضو هیئت مؤسس این مجمع
۴۸ عضو هیئت مؤسس و دبیر تشکیلات جامعه اسلامی دانشگاهیان ایران.
۴۹ سر دبیر مجله بین‌المللی شیمی فیزیک و شیمی نظری و سر دبیر مجله نمای پژوهش و داور بین‌المللی دکترای تخصصی.
۵۰ عضو شورای پژوهشی علمی کشور با حکم ریاست جمهوری.
۵۱ مدیر مسئوول و سردبیر مجله علوم پایه و نماینده انجمن شیمی و مهندسی شیمی ایران در المپیادهای شیمی، رئیس شورای هماهنگی واحدهای دانشگاهی خارج از کشور
۵۲ رئیس باشگاه پژوهشگران جوان
۵۳ نماینده تام‌الاختیار ریاست عالیه دانشگاه آزاد اسلامی در استان‌های فارس، بوشهر و کهگیلویه و بویر احمد